# キム・ジェウク
キム・ジェウク（김재욱、1983年4月2日 - ）は、韓国のモデル、俳優、ミュージシャン。マネジメントSOOP所属。183cm。ソウル芸術大学実用音楽科卒業。

## プロフィール
父親の仕事の関係で生後まもなく来日し、小学校に上がる前まで東京に住んでいた経験があったため、日本語が話せる。父は仕事をしながら慶應大学に通っていたため、東京にいた頃は慶応大学の近くに住んでいた。中学2年生のときにはアイルランドに単身留学していた。韓国に帰国後、高校2年生でモデルデビューし、多くのCMやファッションショーに出演。最終学歴は、受験倍率300倍とも言われるソウル芸術大学実用音楽科を卒業。高校在学中からバンド活動を始め、アーティストとしての顔も持つ。
好きな日本の俳優は堤真一、好きな日本のアーティストは椎名林檎と彼女のバンドである東京事変、B'zやMr.Childrenなどである。また2022年4月21日発信の本人Instagramストーリーにて好きなサッカーチームはリヴァプールFCだと発言していた。
日本語が話せることから、かつては「日本人専門俳優になるのではないかと怖かったです」と日本語で演技する配役に固定されてしまわないかと悩んでいたが、現在は「外国語一つがまともにできることは長所なんですよね。短所の方が大きくなりようがないんです」とし、「アジアで例を挙げると金城武さんなどが、さまざまな国の映画をその国の人であるかのように演じています。僕もそういった道を行ったらいいのではないですかね」と希望を語っている。また日本国内で開催されるファンミーティング等のイベントや記者会見では一切通訳を介さずに対応している。

## 来歴
2002年ドラマ『勝手にしやがれ』でインディーズバンドのベーシスト役に抜擢され、俳優デビュー。
2007年『コーヒープリンス1号店』では、モデル出身俳優らしく無造作に束ねたロングヘア、黒いマニキュアといった独創的なスタイルを披露し、流暢な日本語、クールな演技と相まって「ワッフル・ソンギ」として人気を集めた。
2008年5月には「第9回全州国際映画祭（JIFF）」の広報大使を務める。同年11月公開の「アンティーク～西洋骨董洋菓子店～」で映画デビュー。「魔性のゲイ」の異名を取るパティシエを大胆に演じた。同年放送の歴史ドラマ「風の国」では、髭にロングヘアというスタイルで、チンピラのボス役をコミカルかつワイルドに演じた。
2009年10月 Grand Mint Festival Guyを務め、同時に大学時代の同期とモダン・ロックバンド「Walrus（ウォーラス）」を結成。ギター、ボーカルを担当し、グループ名は、ビートルズが1967年にリリースした曲「I am the Walrus」にちなみつけられた。10月24日、公式にWalrusとしてステージ公演を行う。2011年1月24日より1st Single「Walrus」をデジタル配信、プロデュースは彼が好きな椎名林檎および東京事変との仕事で知られるレコーディング・エンジニアの井上うにに依頼した。
2010年3月に配信開始となった日本のBeeTV初のオリジナル韓国ドラマ「キミの記憶をボクにください〜ピグマリオンの恋〜」では、キム・ジュンと共に初のW主演を果たす。続いて、1年半ぶりの韓国ドラマ復帰作、韓国SBSドラマ「悪い男(赤と黒)」、「メリは外泊中」にて新たに注目を浴びる。これら3作品でも日本語を披露している。
2011年5月からミュージカル初出演となる韓国語版「2011ヘドウィグ・アンド・アングリーインチ」のヘドウィグ役で出演するも兵役に備え途中降板となり、7月5日に入隊。兵役を全うし2013年4月4日に除隊。
除隊後は　A-Listエンターテイメントに所属。
2015年6月 ソン・スンホンらと同じ事務所　Better Ent に移籍を発表。
2016年6月1日　待望の日本公式FAN CLUB「LUCK（ラック）」が発足。　
2016年7月9日には、映画「2つの恋愛」が日本公開され、日本語実力の高さを知らしめた。
2016年7月～8月にかけて、日本に1か月半ほど滞在し、監督とキム・ジェウク以外オール日本人キャストという日韓合作映画の撮影を行った。（2018年春公開予定「蝶の眠り」）主演は中山美穂。
2017年6月、マネジメントSOOPに移籍を発表。

## 出演作

### 映画
- save me （2008年、韓国短編映画）
- Antique〜西洋骨董洋菓子店 （2008年、韓国)
- HEART OF GOLD （2010年、日本インターネットムービー）
- BANG （2010年、韓国i-phone ショートムービー)
- COAT SHARED LOVE 、X MAS SHARED LOVE （2013年、日本インターネットムービー）
- セシボン （2015年、韓国）特別出演
- プランク定数　（2015年、韓国）
- ある人の夢　（2015年、韓国）特別出演
- 2つの恋愛　（2015年、韓国） - インソン 役 [9]
- 他の道がある　（2015年、韓国） -　スワン役
- ラスト・プリンセス 大韓帝国最後の皇女　（2016年、韓国 ） - 宗武志 役
- 蝶の眠り　（2018年、日韓合作） -  ソ・チャネ役

### ドラマ
- 勝手にしやがれ（2002年、MBC） - キホン役
- タルジャの春（2007年、KBS） - ジュノ役
- コーヒープリンス1号店（2007年、MBC） - ノ・ソンギ　役
- 風の国（2008年、KBS） - チュ・バルソ 役
- キミの記憶をボクにください〜ピグマリオンの恋〜（2010年、NTTドコモ BeeTV）
- 赤と黒（悪い男）（2010年、SBS） - ホン・テソン 役
- メリは外泊中（2010年、KBS） - チョン・イン 役
- 君を守る恋〜Who Are You〜（2013年、tvN） - イ・ヒョンジュン役
- 感激時代〜闘神の誕生（2014年、KBS） - キム・スオク役
- フォーティーン（原作：石田衣良　4TEEN）（2014年、MBC） - 30代のジュ二役（特別出演）
- 甘い誘惑 Only For You（2015年、NAVER TV CAST） - ソンミン役
- ボイス〜112の奇跡〜（2017年、OCN） - モ・テグ役
- 愛の温度（2017年、SBS） - パク・ジョンウ役
- 客〜The Guest〜（2018年、OCN） - チェ・ユン役
- 神のクイズ：リブート（2018年-2019年、OCN） - ハン・ジュウォン役
- 彼女の私生活（2019年、tvN） - ライアン・ゴールド役
- Crazy Love（2022年、KBS2）- ノ・ゴジン役
- もうすぐ死にます（2023年、TVING）- チョン・ギュチョル役

### ミュージカル
- HEDWIG (2011年、韓国）
- 破果(パグァ) (2024年3月15日、韓国)

### 舞台
- AMADEUS (2018年、韓国）

### CM
- ワールドコーン
- スポーツリプレイ
- 現代海上
- スカイライフ
- 缶コーヒーサンタフェ
- SKテレコムT
- Cass
- HSBC

### Music video
- Dear Cloud　「Ice Fortress」 （韓国）

### モデル
- Reebok
- EVISU
- Basic House
- CHRIS.CHRISTY (2010秋冬)
- OPAQUE（2010）
- LEVI'S KOREA (2011)
- ESTNATION (2013)

### COLLECTION
- mvl03 , ANDY&DEBB3 , muio , generalidea by Bumsuk ,　General Idea FW

### ゲーム
- 龍が如く7外伝 名を消した男（2023年11月9日） - 三代目 西谷 誉 役

## 受賞歴
- 2007　コリアフェスティバル人気賞
- 2008　第16回大韓民国文化芸能大賞　映画俳優新人賞
- 2009　アジアモデルフェスティバルアワード　モデル特別賞
- 2013　韓流10周年「韓国ドラマ大賞」審査員特別賞